# Шёнланд, Зельмар
Зельмар Шёнланд (нем. Selmar Schönland) или Зельмар Шонленд (англ. Selmar Schonland), 15 августа 1860 — 22 апреля 1940) — немецкий ботаник.

## Биография
Зельмар Шёнланд родился в городе Бад-Франкенхаузен-Кифхойзер 15 августа 1860 года.
Он учился в Берлине и в Киле. В 1883 году он получил степень доктора философии и с 1886 по 1889 год был ботаником-ассистентом под руководством профессора Исаака Бейли Бальфура.
В 1889 году Шёнланд прибыл в ЮАР как иммигрант, где он взял на себя роль куратора (в функции директора) в Albany Museum.
Зельмар Шёнланд умер в ЮАР 22 апреля 1940 года.

## Научная деятельность
Зельмар Шёнланд специализировался на семенных растениях.

### Публикации
- Botanical Survey of SA: Phanerogamic Flora of the Division of Uitenhage and Port Elizabeth: Memoir No.1 (1919).
- Botanical Survey of SA: South African Cyperaceae: Memoir No.3.
- Revision of the South African species of Rhus: Bothalia (1930).

## Память
В его честь были названы:
- Schoenlandia Cornu
- Euphorbia schoenlandii Pax
- Brachystelma schonlandianum Schltr.
- Sebaea schoenlandii Schinz